# 第欧根尼·拉尔修
第歐根尼·拉爾修（羅馬化：Dīogénēs Lāértios），羅馬帝國時代作家，約活躍於3世紀，其名字暗示他生於奇里乞亚，生平不詳，以希臘文寫作，重要史料《哲人言行錄》的編纂者。由於書中有關伊壁鳩魯的篇幅最長，有人認為他是該學派的信徒。他的聲譽在學者中頗有爭議，因為他經常重複收集信息而沒有進行嚴格的評估。他經常關注哲人生活的瑣碎或微不足道的細節，而忽略了其哲學教義的重要細節，有時他無法區分特定哲學流派的早期和晚期教義。但是，與其他遠古的二手資料不同，第歐根尼通常在寫作時不會嘗試對哲學教義進行重新解釋或擴展，這意味著他的論述更接近於第一手資料。

## 《哲人言行錄》
該書分為十卷，他將古希臘哲學家不太準確地按籍貫分為「伊奥尼亚」和「意大利」兩組，每組再按哲學流派來劃分，卷一至七講的是「伊奧尼亞」哲人（包括蘇格拉底、柏拉圖師徒），卷八至十講的是「意大利」哲人（包括壓卷的伊壁鳩魯）。
該書顯然是大量前代資料的總彙，有時編排得不好，顯得前後不一致，特色是軼聞、趣語佔很大比例，可能反映了他所處時代的文風。跟古今中外很多作者一樣，拉爾修喜歡在書中引用自己的詩句來湊興，除了自己的歪詩，他也引了不少古代大詩人的詩句，無心插柳，為後世保存了很許多重要的文學資料。《哲人言行錄》一直在古代流傳，但並不有名，到了文藝復興時期，該書開始有印刷本，也有拉丁文譯本的出現，變得為人熟悉，蒙田是該書的熱情讀者之一。尼采改行當哲學家前，也做過有關《哲人言行錄》的研究 （页面存档备份，存于）。

## 外部連結
- Works by Diogenes Laertius at Perseus Digital Library （页面存档备份，存于）
- 第欧根尼·拉尔修作品的电子书格式  - Standard Ebooks
- 第欧根尼·拉尔修的作品  - 古騰堡計劃
- 互联网档案馆中第欧根尼·拉尔修的作品或与之相关的作品
- 來自第欧根尼·拉尔修的LibriVox公共領域有聲讀物
- Ancient Greek text of Diogenes's Lives （页面存档备份，存于）
- Article on the Manuscript versions （页面存档备份，存于） at the Tertullian Project
- A bibliography on the Lives and Opinions of Eminent Philosophers （页面存档备份，存于）
- Libro de la vita de philosophi et delle loro elegantissime sentencie. Venice, Joannes Rubeus Vercellensis, 20 May 1489. From the Rare Book and Special Collections Division （页面存档备份，存于） at the Library of Congress
- Digitized Manuscript of Diogenes Laertius' Vitae Philosophorum (Arundel MS 531) （页面存档备份，存于） at the British Library website